# Victoria Hotel
Het Victoria Hotel in Amsterdam is een van de oudste moderne hotels in Nederland. Het hotel is nauw verbonden met de Amsterdamse geschiedenis en is sinds 2001 beschermd monument vanwege de cultuurhistorische waarde van het bijzondere gevelontwerp en het stedenbouwkundig belang. Het hotel ligt op de hoek van het Damrak en de Prins Hendrikkade tegenover het Prins Hendrikplantsoen.

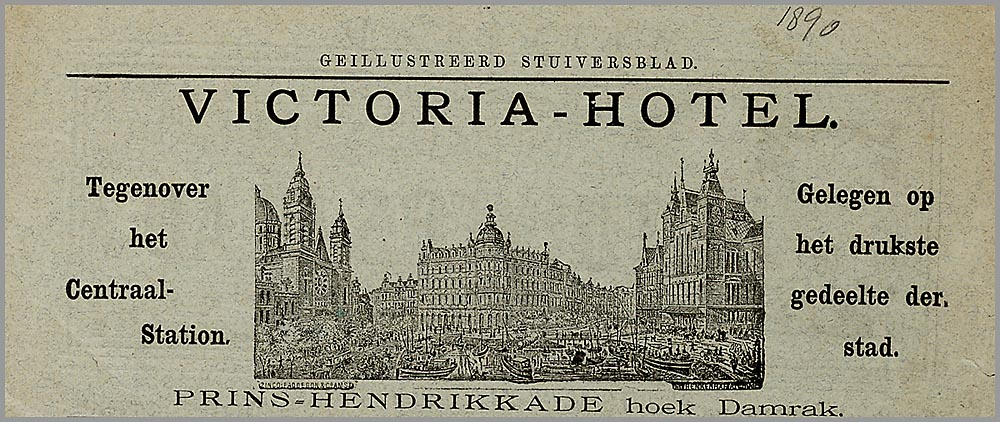
Een advertentie uit de begintijd van het Victoria Hotel.

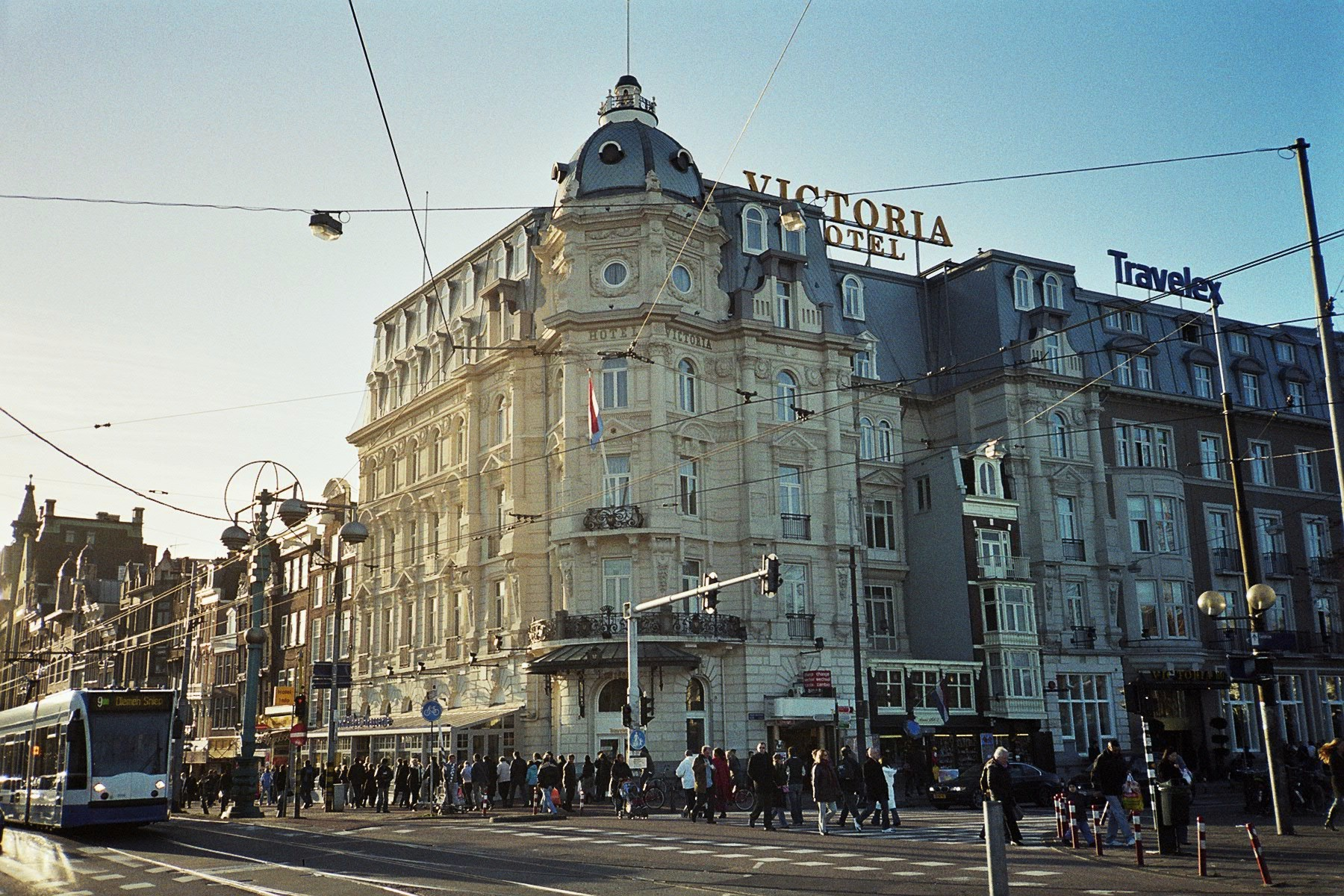
Het Victoria Hotel

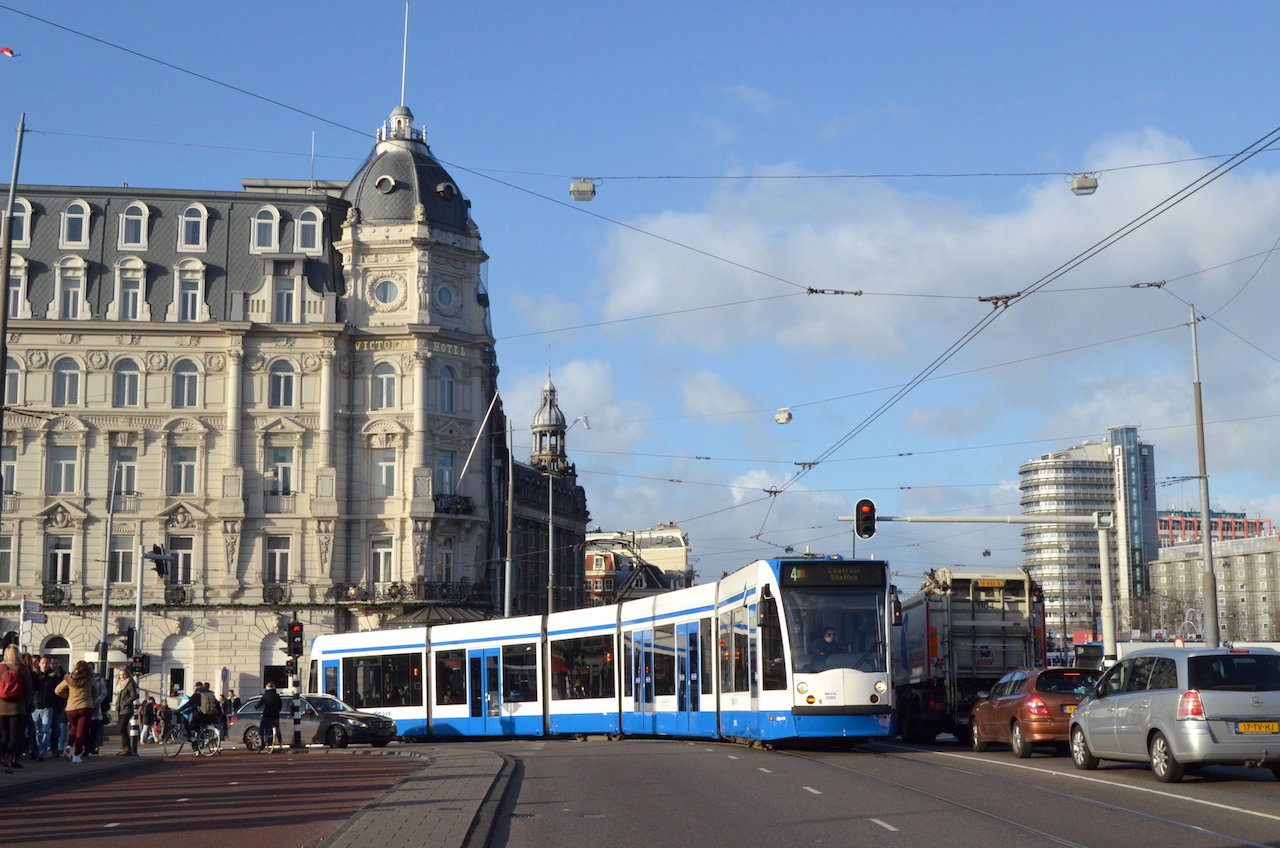
Lijn 4 op de Nieuwe Brug bij het Victoria Hotel tegenover het Centraal Station van Amsterdam; 31 december 2015. Foto: Erik Swierstra.

## Geschiedenis
Op 19 augustus 1890 werd het Victoria Hotel aan het Damrak feestelijk geopend. De eerste plannen om tegenover het toen nog in aanbouw zijnde Centraal Station een modern hotel te bouwen dateerden echter al uit 1882. Initiatiefnemer was de uit Duitsland afkomstige architect Johann Friedrich Henkenhaf. Hij werd niet alleen directeur van de nieuwe hotelonderneming, maar leverde tevens het ontwerp voor het gebouw. Henkenhaf ontwierp ook het Kurhaus Hotel in Scheveningen, dat in 1885 door hem werd geopend.
In 1889 verscheen in de Amsterdamsche Courant het bericht dat het hotel vijf huizen aan het Damrak en drie op de Prins Hendrikkade had aangekocht. Daaronder bevond zich het historische, uit 1633 daterende Huis-met-het-torentje, dat eeuwenlang de hoek van het Damrak had gemarkeerd. Niet alle panden waar de vennootschap haar zinnen op gezet had, konden worden verworven. Twee oude huisjes aan de Prins Hendrikkade bleven vanwege de te hoge vraagprijs onbereikbaar. Toen de tijd begon te dringen, besloot Henkenhaf maar om deze huisjes heen te bouwen. Dit verklaart de twee bijzondere, door het hotel ingekapselde geveltjes.
Het Victoria hotel was het eerste hotel in Nederland waarin elk gastenvertrek elektrisch werd verlicht en had bij de opening al dubbele ramen om geluidsoverlast tot een minimum te beperken. Het hotel heeft vanwege zijn moderne inrichting en centrale ligging al menig gast mogen verwelkomen. Zo zouden Swami Vivekananda (sept. 1896), Mata Hari, Billy Graham, Louis Armstrong, de Zweedse actrice en zangeres Zarah Leander, de Britse actrice Glenda Jackson en rock-'n-roll legende Fats Domino in het hotel gelogeerd hebben.
Aan het einde van de oorlog huisde in het hotel een SS-eenheid die op 7 mei 1945 het vuur opende op voorbijgangers, bijna gelijktijdig met de schietpartij op de Dam. Hierbij kwam een Nederlandse marechaussee om het leven. Aan de gevel op de Prins Hendrikkade is een gedenkplaat aangebracht.
Na de oorlog genoot het Victoria Hotel internationale bekendheid door de grote modeshows die in het hotel werden gehouden. Deze shows werden elk voor- en najaar door een groot publiek bezocht. Verschillende grote Italiaanse, Engelse en Parijse modehuizen toonden hun collecties in het Victoria Hotel, waaronder Jacques Fath met Rita Hayworth als een van zijn trouwste klanten, Pierre Balmain, Jean Dessès, Carven, Elsa Schiaparelli en de invloedrijke Franse modeontwerper Pierre Cardin.
Recentere bekende bezoekers zijn onder anderen Katy Perry, Anastacia, Marilyn Manson, heavymetalband Iron Maiden, de president van Mozambique en de voormalig premier van Israël Ehud Olmert.
Het hotel behoort sinds september 1993 tot de Park Plaza Hotels-groep.

## Monument
Op 13 juli 2001 is het Victoria Hotel door de Nederlandse Rijksdienst voor Monumentenzorg (tegenwoordig de Rijksdienst voor het Cultureel Erfgoed) aangewezen als beschermd monument vanwege de cultuurhistorische waarde van het bijzondere gevelontwerp en het stedenbouwkundig belang vanwege zijn ligging.